# Daguao (Naguabo)
Daguao es un barrio ubicado en el municipio de Naguabo, Puerto Rico. Según el censo de 2020, tiene una población de 1861 habitantes.
Es una de las comunidades más pobladas del municipio y es conocida como la capital de Naguabo.
Cuenta con su propia plaza pública, en la cual se hacen actividades de enriquecimiento cultural para la comunidad y sus visitantes.
Además tiene la playa El Corcho o, como oficialmente se le conoce, la Bahía Algodones, donde se puede visitar a uno de los manatíes más famosos de Puerto Rico, el manatí Moisés.
Parte de los terrenos de la comunidad pertenecen a la antigua base naval Roosevelt Roads, que estaba situada entre Ceiba y Naguabo.

## Geografía
El barrio está ubicado en las coordenadas 18°12′17″N 65°40′32″O / 18.20472, -65.67556. Según la Oficina del Censo de los Estados Unidos, Daguao tiene una superficie total de 15.7 km², de la cual 9.4 km² corresponden a tierra firme y 6.3 km² son agua.

## Demografía
Según el censo de 2020, hay 1861 personas residiendo en Daguao. La densidad de población es de 198.0 hab./km². El 8.44% de los habitantes son blancos, el 13.11% son afroamericanos, el 1.50% son amerindios, el 0.05% es asiático, el 36.97% son de otras razas y el 39.92% son de una mezcla de razas. Del total de la población, el 99.30% son hispanos o latinos de cualquier raza.

## Deporte
La comunidad de Daguao cuenta con un parque de clase A para aficionados del deporte de la pelota. Aledaño a él también se encuentra la cancha bajo techo de la comunidad, donde los jóvenes de la misma pueden recrearse.
Cerca de la escuela de Segunda Unidad de Daguao, está en construcción un parque donde se están evaluando alternativas para que haya una cancha de fútbol, con el propósito de diversificar la oferta de la recreación de los jóvenes de Daguao y las comunidades aledañas.